# Asplenium biafranum
Asplenium biafranum är en svartbräkenväxtart som beskrevs av Arthur Hugh Garfit Alston, Amp; Ballard och Harvey Eugene Ballard. Asplenium biafranum ingår i släktet Asplenium och familjen Aspleniaceae. Inga underarter finns listade.